# L'Aguilar
L'Aguilar és una masia de Tavèrnoles (Osona) inclosa a l'Inventari del Patrimoni Arquitectònic de Catalunya.

## Descripció
Masia de grans dimensions que consta de diversos cossos. El més antic és una torre de planta quadrada (5 x 5 m) i consta de planta baixa i dos pisos. Està coberta a quatre vessants i presenta poques obertures, una de les finestres té la llinda de forma goticitzant amb l'ampit motllurat. A ponent de la torre s'hi va adossar un edifici cobert a dues vessants que conserva algunes finestres datades a la part de ponent. Al Sud de la torre hi ha la lliça amb un portal que tanca el barri. A la part Nord-est no hi ha cap cos adossat. Materials constructius: gres unit amb morter de calç i afegitons de pòrtland durant les reformes. Es troben també elements molt diversos, la procedència dels quals és difícil de determinar. D'altra banda, les reformes de la masia han canviat substancialment la seva estructura primitiva.
La cabana, de planta rectangular (6mx7m), cobert a dues vessants amb el carener perpendicular a la façana la qual es troba orientada a migdia. Aquí la teulada presenta uns ràfecs amplis, un portal a la planta amb una escala exterior (mig de fusta i mig de pedra) des de la qual s'accedeix al primer pis, que és descobert i té un pilar central de totxo. El mur de llevant és cec i el de ponent presenta un petit portal de totxo; el de la part de tramuntana té un gran finestral de construcció recent. Els materials constructius són: lleves de gres unides amb morter de calç i alguns afegitons de totxo. L'estat de conservació és bo.

## Història
Antiga masia registrada als fogatges de la parròquia i terme de Tavèrnoles de l'any 1553. Aleshores habitava el mas un tal BERNAT AGUILAR.
El mas ha sofert diverses reformes, com es pot observar per les dates de les llindes, la més important ha estat la darrera, en la qual el propietari ha procurat fer-la habitable com a segona residència i hi ha aplegat una colla de peces procedents d'antiquaris o altres masies enderrocades.
La història de la cabana va unida a la del mas que han sofert diverses reformes; però en aquesta no trobem cap element que ens permeti datar-les.